# BIOCIRC Arena
|  |

Sala Viborg 1 (în daneză Viborg Stadionhal 1), denumită din motive de sponsorizare Arena BIOCIRC (în daneză BIOCIRC Arena), situată în Tingvej 5, este o sală de sport din Viborg, Danemarca. Parte a complexului sportiv multifuncțional Sălile Viborg (în daneză Viborg Stadionhaller), este folosită ca bază locală pentru echipele masculine și feminine de handbal, volei, baschet și badminton din oraș, precum Viborg HK. Între 2017 și 2023 a purtat, tot din motive de sponsorizare, denumirea Arena Vibocold Viborg (în daneză Vibocold Arena Viborg).
Sala Viborg 1, în care Viborg HK își desfășoară meciurile de pe teren propiu, a fost construită în 1997 și renovată în 2002. Sala poate găzdui 3.000 de spectatori dintre care 1.856 pe scaune la jocurile de echipă în sală și este folosită pentru handbal, volei, baschet, badminton, meciuri de box și expoziții.
Lângă Sala Viborg 1 și conectate de aceasta se află Sala Viborg 2 (în daneză Viborg Stadionhal 2) și Sala Viborg 3 (în daneză Viborg Stadionhal 3), folosite în principal pentru handbal, volei, baschet și badminton. Există 10 vestiare, o cafenea cu o capacitate de 150 persoane iar la etajul I o sală de conferințe cu spațiu pentru aproximativ 130 persoane. La 200 m de cele trei săli se află Sala Viborg 4 (în daneză Viborg Stadionhal 4), Sala Viborg 5 (în daneză Viborg Stadionhal 5) și Sala Viborg 6 (în daneză Viborg Stadionhal 6).